# Impatiens nuristanica
Impatiens nuristanica är en balsaminväxtart som beskrevs av C. Grey-wilson. Impatiens nuristanica ingår i släktet balsaminer, och familjen balsaminväxter. Inga underarter finns listade i Catalogue of Life.